# El Monitor Republicano
El Monitor Republicano fue un periódico de ideología liberal fundado por Vicente García Torres, en 1844, bajo el nombre inicial de El Monitor Constitucional.  En 1846 cambió su nombre y circuló en la Ciudad de México hasta 1896.

## Historia
Fue fundado por Vicente García Torres en la Ciudad de México originalmente con el nombre de El Monitor Constitucional pero en 1846 cambió su nombre al de El Monitor Republicano.  La publicación abarcaba temas diversos, entre ellos la industria, el comercio, las modas, la literatura y el teatro, sin embargo su línea editorial se caracterizó por ser de crítica política de ideología liberal.
En 1853, a consecuencia de la promulgación de la Ley Lares, el periódico interrumpió su publicación y sus redactores fueron perseguidos. En 1855 volvió a la circulación gracias a la promulgación de la Ley Lafragua. Su línea editorial apoyó a Leyes de Reforma  y a la Revolución de Ayutla, hasta tal punto, que los conservadores, e incluso los liberales moderados, lo catalogaron como un periódico de ideología radical.
En 1861, fue uno de los pocos periódicos que publicó las noticias sobre la alianza tripartita que se firmó en Londres entre Reino Unido, España y Francia para organizar una expedición que poco después se consolidó como la intervención francesa en México. En 1896, dos años más tarde de la muerte de su fundador, el periódico dejó de circular.

## Colaboradores
Algunos de sus articulistas fueron: José María Iglesias, Ponciano Arriaga, Francisco Zarco, José María Lafragua, Manuel Payno, Guillermo Prieto, José María Vigil, Ignacio Ramírez "El Nigromante", Manuel María de Zamacona, Florencio M. del Castillo, Juan A. Mateos, Juan N. Cerqueda, Juan José González, Epitacio J. de los Ríos, José M. Aragón, Basilio Pérez Gallardo, Francisco Rodríguez Gallega, Francisco Guerrero, Félix Romero, Santiago Vicario, Francisco Serrano y Francisco Díaz Barriga. Asimismo, publicó regularmente la poesía de Camerina Pavón y Oviedo.